# 中田瑞穂
中田 瑞穂（なかた みずほ、1893年〈明治26年〉4月24日 - 1975年〈昭和50年〉8月18日）は、日本の脳神経外科医・俳人。新潟大学名誉教授。俳号はみづほ、瑞翁、穭翁。島根県津和野町生まれ。
日本における脳神経外科学の権威で、その数々の功績から「日本脳外科の父」とも呼ばれる。
日本初の脳神経外科学講座を新潟大学に設立し、新潟大学脳研究所の設立と発展に貢献した。また、てんかんの治療法として現在も行われている大脳半球切除手術に日本で初めて成功したことでも知られる。ホトトギス派の俳人。主著に『脳手術』、『脳腫瘍』等。

## 略歴
- 1893年：島根県津和野町の生まれ
- 1913年：東京帝国大学医科大学入学
- 1917年：東京帝国大学医科大学卒業
- 1917年：東京帝国大学医科大学副手
- 1919年：東京帝国大学医科大学助手

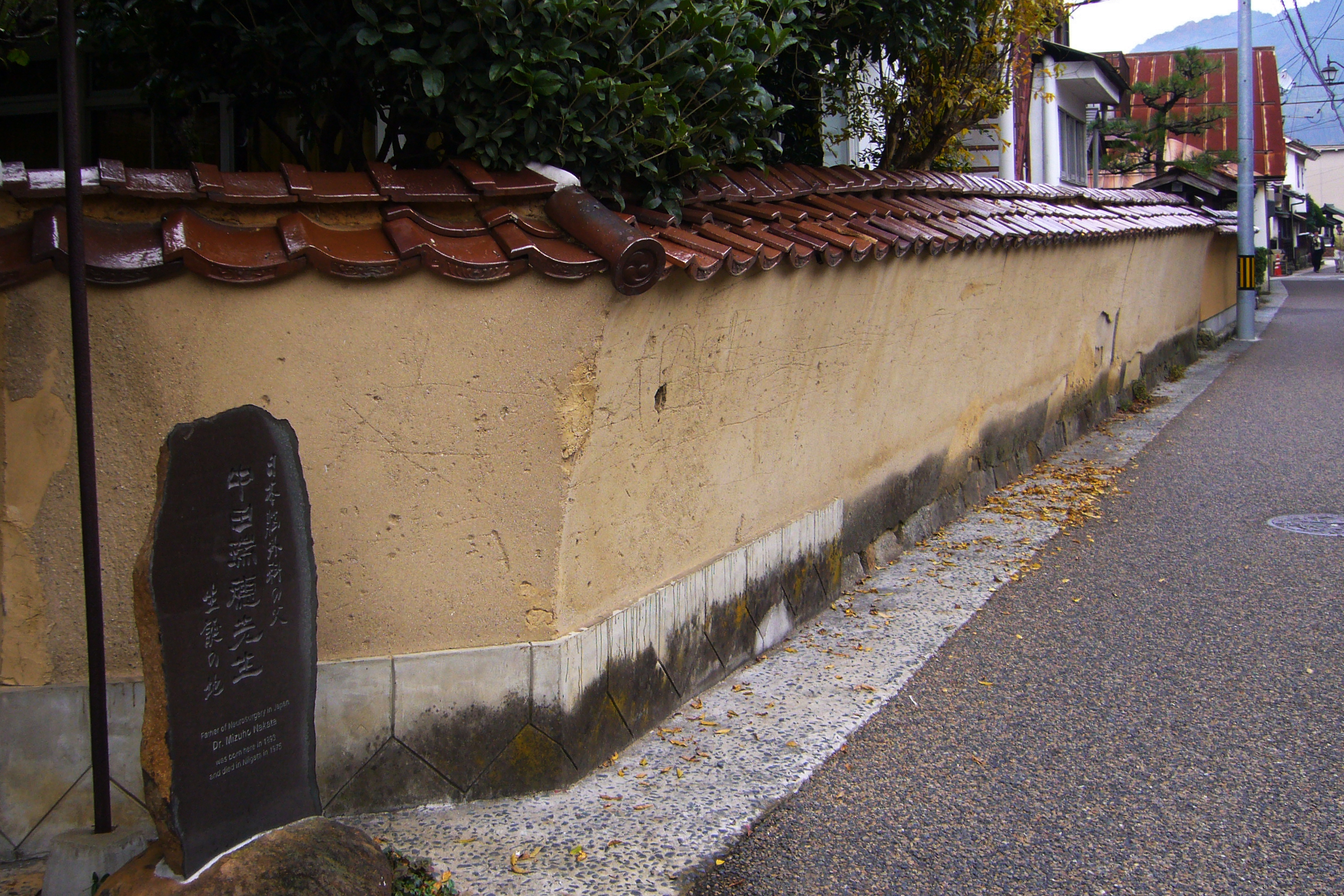
島根県津和野町の生誕地

- 1922年：新潟医科大学助教授兼新潟医科大学附属医学専門部教授
- 1925年：新潟医科大学在外研究員
- 1927年：新潟医科大学教授
- 1952年：新潟大学医学部教授兼新潟医科大学教授
- 1956年：新潟大学退官　名誉教授
- 1957年：新潟大学医学部附属脳外科研究施設長
- 1967年：日本学士院会員
- 1975年：新潟市西大畑町にて死去（享年82）

## 脳神経外科医

### 東京帝国大学卒業～新潟医科大学赴任
旧制六高を経て東京帝国大学医科大学を卒業後直ちに同大学の近藤次繁教授の外科教室に入局し、4年間の勤務の後新潟医科大学の外科教室に助教授として赴任した。

### 2度の欧米視察
新潟医科大学に赴任した当初の外科は外表と消化器を担当し、脳疾患を扱っていなかった。1924年から1927年のドイツ留学の際にEugen Enderlenの外科手術を見学し、同氏を後述のクッシングと共に「心の師」であると著書において述べている。ただし、他に見学した脳神経外科手術は「到底信頼の置けないもの」と述べており、1度目の視察ではあくまで外科一般の領域における影響を受けた。
後に日本で脳神経外科を発足させるきっかけになったのは、2度目の欧米視察であるといえる。1936年に米国イェール大学で脳神経外科医のハーヴェイ・ウィリアムス・クッシング（クッシング症候群の発見者）やウォルター・ダンディの手術を見学したことにより、クッシングの緻密な手術態度に感銘を受け、その手術法に共感を覚えた。クッシングの手術見学の際は、長時間の手術のために途中で次々と見学者が帰っていく中、最後の1人になっても熱心に見学を続け、クッシングはその姿を見て「肩につかまってもよいからよく見なさい」と述べた。
（なお、1932年に中田は初めて脳腫瘍（髄膜腫）の手術を行っている）

### 帰国後
帰国後、1938年に新潟神経学研究会を発足し、第1回では「てんかんの外科的療法」と題した講演を行った（なお、この研究会には後の京都大学総長である平澤興教授も参加している）。1947年に「脳手術」を、その2年後に「脳腫瘍」を出版した。同年、昭和天皇が新潟医科大学を訪問（昭和天皇の戦後巡幸）した際に、脳外科について説明を行った。
1948年、第1回日本脳外科研究会（現在の日本脳神経外科学会）が新潟医科大学で開催された際、「前頭葉切除術乃至前頭葉白質切離術の効果の限界に就て」という題で講演を行っている（前頭葉切除術はロボトミーを指す）。1953年に第二外科学講座として脳神経外科学を独立させた。
1953年4月30日にワーレンベルグ症候群を発症。自身の症状を観察記として著し、病巣分布を推定した論文を発表した。神経内科学者の豊倉康夫（1923-2003）はこれを「未だかつて前例のない記録」と評価し、この分析をさらに解析した論文を発表している。
1955年にてんかんの治療法である大脳半球切除手術に日本で初めて成功した。

### 脳研究所の設立と退官後
1956年に新潟大学医学部教授を退官する際、当時の医学部長であった伊藤辰治（1904-1985 神経病理学者）によって「新潟大学脳研究室」（現在の新潟大学脳研究所）が設立され、その室長となる。伊藤は病理学教室教授として、中田による脳手術の全症例の病理診断を担当していた。
研究室は設立の翌年に文部省により正式に認可され「新潟大学医学部脳外科研究施設」となる。退官後も施設長として脳神経疾患に関する研究を続け、1959年に退職。生涯で著した論文数は423に及ぶ。

## 俳人
代表的な句（制作年順）
1. 刻々と手術は進む深雪かな
2. あたためよ越後の酒もわろからず
3. 学問の静かに雪の降るは好き

- 東京帝国大学の学生時代から俳句に通じ、東大俳句会にも参加している[6]。
- 新潟大学医学部構内にヒポクラテスの木が植樹された際、「やがて大夏木になれと植ゑらるる」の碑文を揮毫している。
- 新潟大学旭町キャンパスには「学問の静かに雪の降るは好き」が刻まれた句碑がある[2]。この句碑は1992年に中田の生誕百年に伴う偲ぶ集いの賛同者により建立されたもので、書体は1968年に中田が茂野録良（第9代新潟大学学長）の教授就任に伴い贈呈した掛軸を複製したものである[4]。

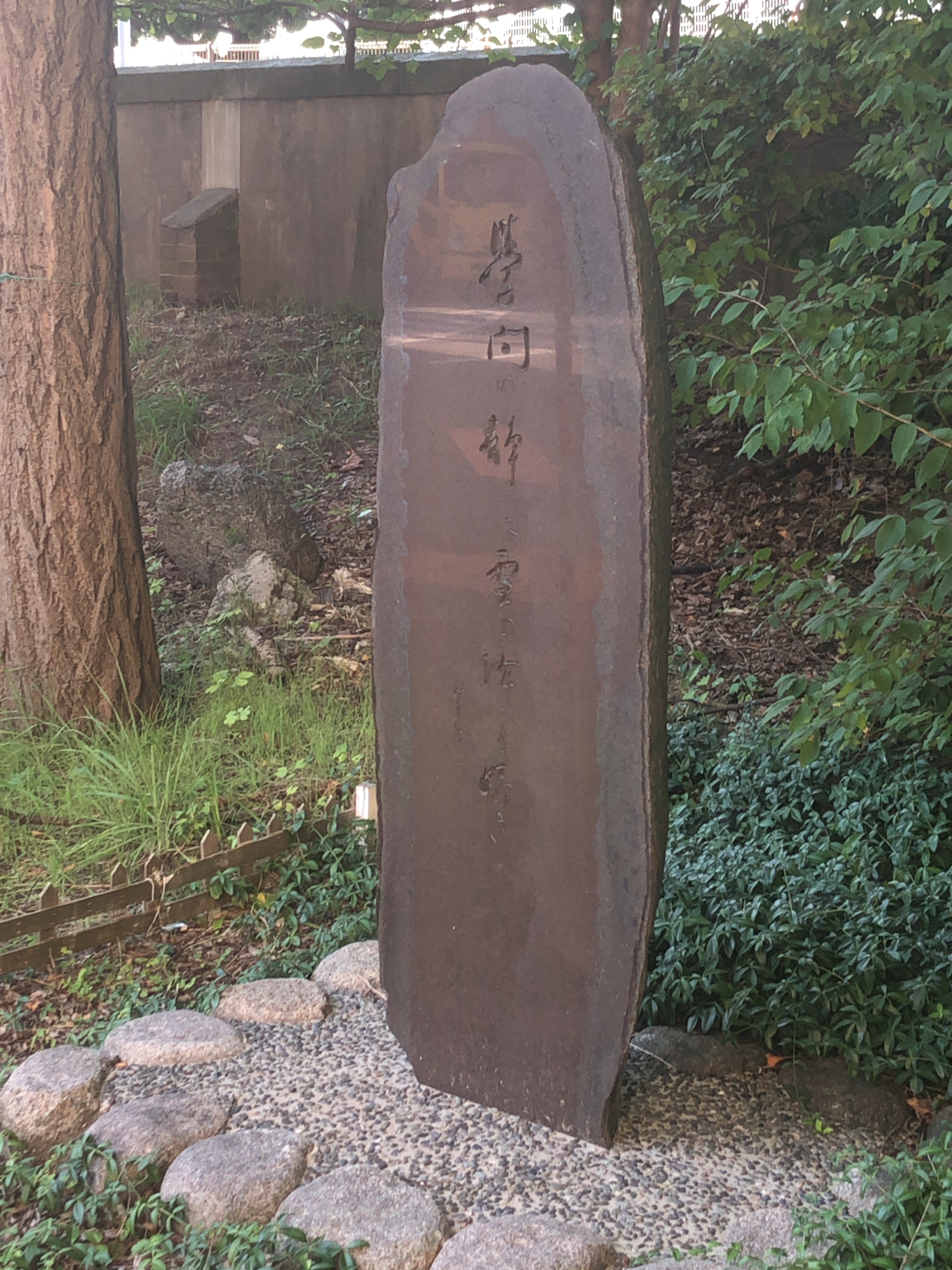
句碑（脳研究所前）

- 1958年に句集「刈上」を出版した[2]。これ以来自身の俳号を「みづほ」から「穭翁」とした[4]。（穭とは稲の刈上後に伸びる芽のこと。）
- 新潟医科大学には一時期、高野素十（与巳）法医学教授、及川周（仙石）衛生学教授、濱口一郎（今夜）内科学教授を含む4人のホトトギス派の俳人が在職していた（括弧内は俳号）。1929年に俳誌『まはぎ』が創刊され、みづほは雑詠の選を担当した。俳誌の命名は高浜虚子。なお、まはぎは1975年に終刊し（通算533号）、1977年に後継誌として『雪』が刊行された（発行人：渡辺信一、選者：村松紅花）[10]。

## 晩年
- 晩年には絵にも親しみ、新潟大学脳研究所の1階ロビーに本人による絵画が飾られている[2]。
- 1975年4月25日に神経病理学者の生田房弘（1929- /新潟大学名誉教授）に自らの脳の剖検依頼書を渡し、「本当はね、僕も自分で見たいのだよ」と述べた[2]。

- 1975年8月18日新潟市にて逝去（享年82）。法号は仁彰徳瑞居士。新潟市法音寺に埋葬。
- 生前の本人の意向通り、死去の1年後に生田房弘（新潟大学名誉教授、神経病理学者）によって脳解剖が行われた[2]。ただし外表の観察が中心で、脳にメスを入れたのはその20年後であった。生田は、観察記で推測されていたワーレンベルグ症候群の病巣分布は解剖結果と一致していたと述べている[2]。

## 人物
- 生田房弘は、「（中田）先生は決して孤高の人ではありませんでした。まわりにはいつも魅力的な人や、医学会を代表する研究者たちが集まっていました。」と述べている[2]。
- 太田秋郎は、「先生は講義の中で時々ユーモラスな表現をなさって我々学生を魅了された。」と述べ、講義のノートは「先生の講義にひかれて学生時代に既に外科を志し、卒業後ためらうことなく先生に師事する動機となった、私にとってはかけがえのない宝である」と記載している[4]。
- 研究に限らず俳句・絵画など全般に対して、徹底的に対象に向き合いそこから求めるものを導き出す「観察」を重視しており、「文学も絵も科学もその根底は全て『観察』、徹底的な『観察』こそが原点であり、出発点なのだ」と述べている[2]。その姿勢から、周囲の研究者から「観察の鬼」と呼ばれることもあった[2]。
- 新潟大学に34年在籍したが、その間、学部長や学長の就任要請があっても一切引き受けなかった[11]。
- 住所は新潟市西大畑町[1]。

## 功績
戦前の日本の脳神経外科手術は一般外科の教授により散発的に行われていた中で、専門分野としての脳神経外科の必要性にいち早く気づき、1948年の日本初の脳外科専門書である「脳腫瘍」の出版、1953年の日本初の脳神経外科の設立、などを通して脳神経外科の黎明期をリードした。これらの功績から、脳神経外科学におけるパイオニア・脳科学研究の源流として現在に至るまで高く評価されている。
（注：診療科としての脳神経外科は1951年に東京大学病院が設置しているが、東京大学において脳神経外科学講座が設置されたのはその11年後の1963年である。）
また、当時の医学会は東京大学を頂点としていた中で、新潟の地より発信を行ったという事実もその業績を語るうえで重要である。1947年に母校の東京帝国大学より教授としての招聘があったにも関わらずそれを断り、新潟で日本の脳研究を発展させた。当時の脳神経外科を志す医師は必ず新潟大学を訪れ手術を見学したことから、「新潟詣で」という言葉も作られた。高橋均（新潟大学名誉教授）は、「中田先生は新潟大学を脳研究の聖地ととなる基礎を作って出さった方」であると述べている。
1967年に日本脳神経外科学会の第1回認定審査会が行われた際、別格として認定証が贈呈された。また、1994年11月9日に出身地の津和野町に「日本脳外科の父　中田瑞穂先生　生誕の地」の碑が建立された。
現在でも新潟大学では、現在優れた若手研究者に対して中田の名を冠した「中田瑞穂若手研究奨励賞」を授与している。

### 前頭葉切除術に関する誤解
1938年に中田が前頭葉切除術（ロボトミー）を開始したということから、しばしばロボトミーの推進者であったと捉えられる。
確かに中田が前頭葉切除術を行ったことは事実であるが、1949年に出版された著書『脳手術』の「精神病に対する脳手術」には「（前頭葉切除術が）どの程度まで精神病の治療として発展し得るものか、尚疑問である」と述べており、その適応は「絶無ではないかもしれない」が、具体的には「精神病の不治、難治と思わるる不幸な例、（中略）、家族や社会に不安を感ぜしむる状態のものを、内科的に如何ともし難いやうな場合（中略）に適応となると思ふ」というように、あくまで他の治療法で効果が得られなかった場合の場合の最後の手段であるとしている。このことから、前頭葉切除術の可能性自体は認めているが、その遂行には慎重な態度をとっていたことがうかがえる。

## 主な著書

### 脳神経外科に関する著書[6]
- 『脳手術』　　 （1947年出版）[14]
- 『脳腫瘍』　　 （1949年出版）[15]
- 『外科今昔』　 （1958年出版）[5]
- 『癲癇2000年』（1966年連載、後に日本てんかん協会により1984年に単行本として刊行）

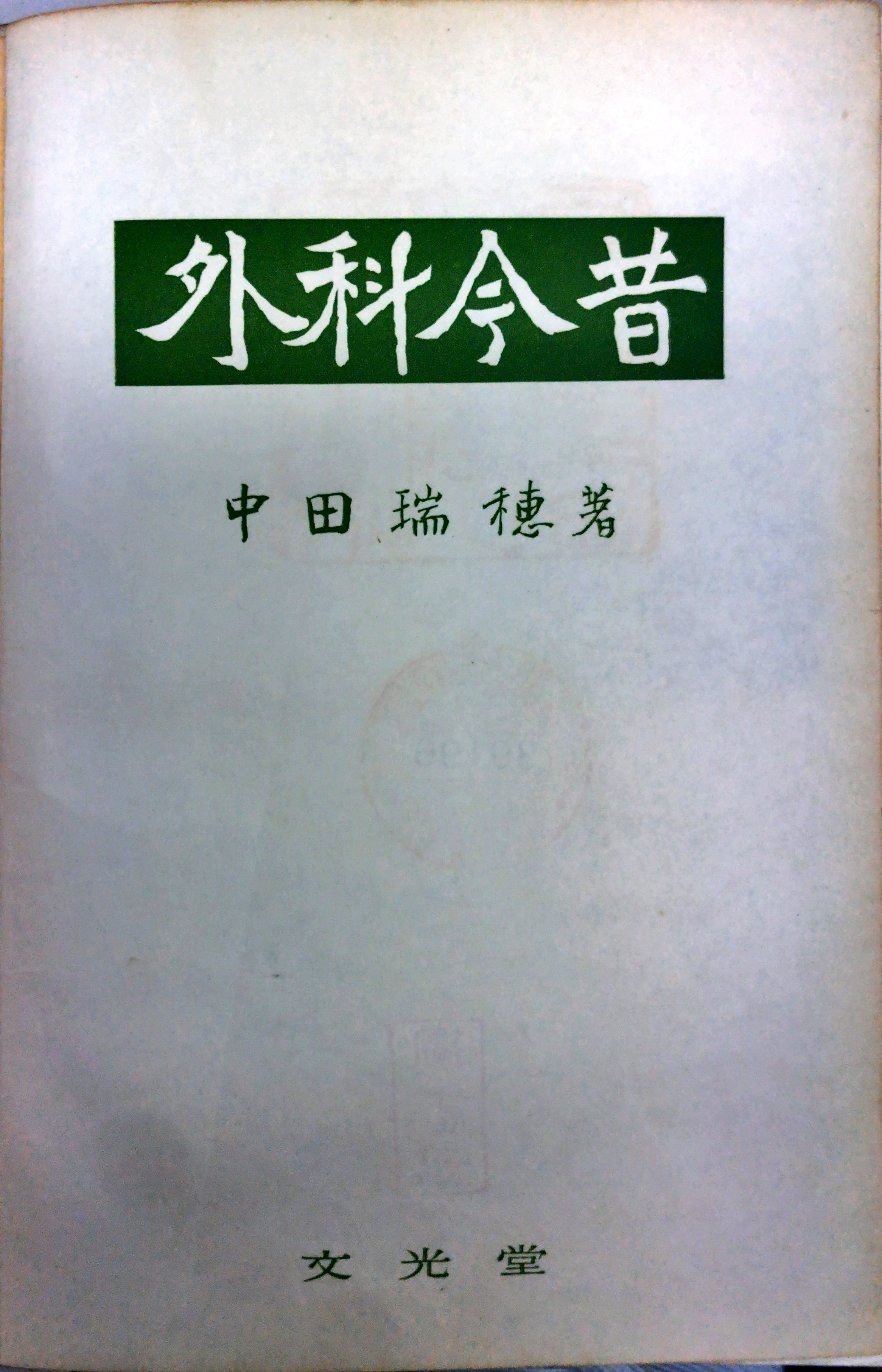
「外科今昔」の表紙

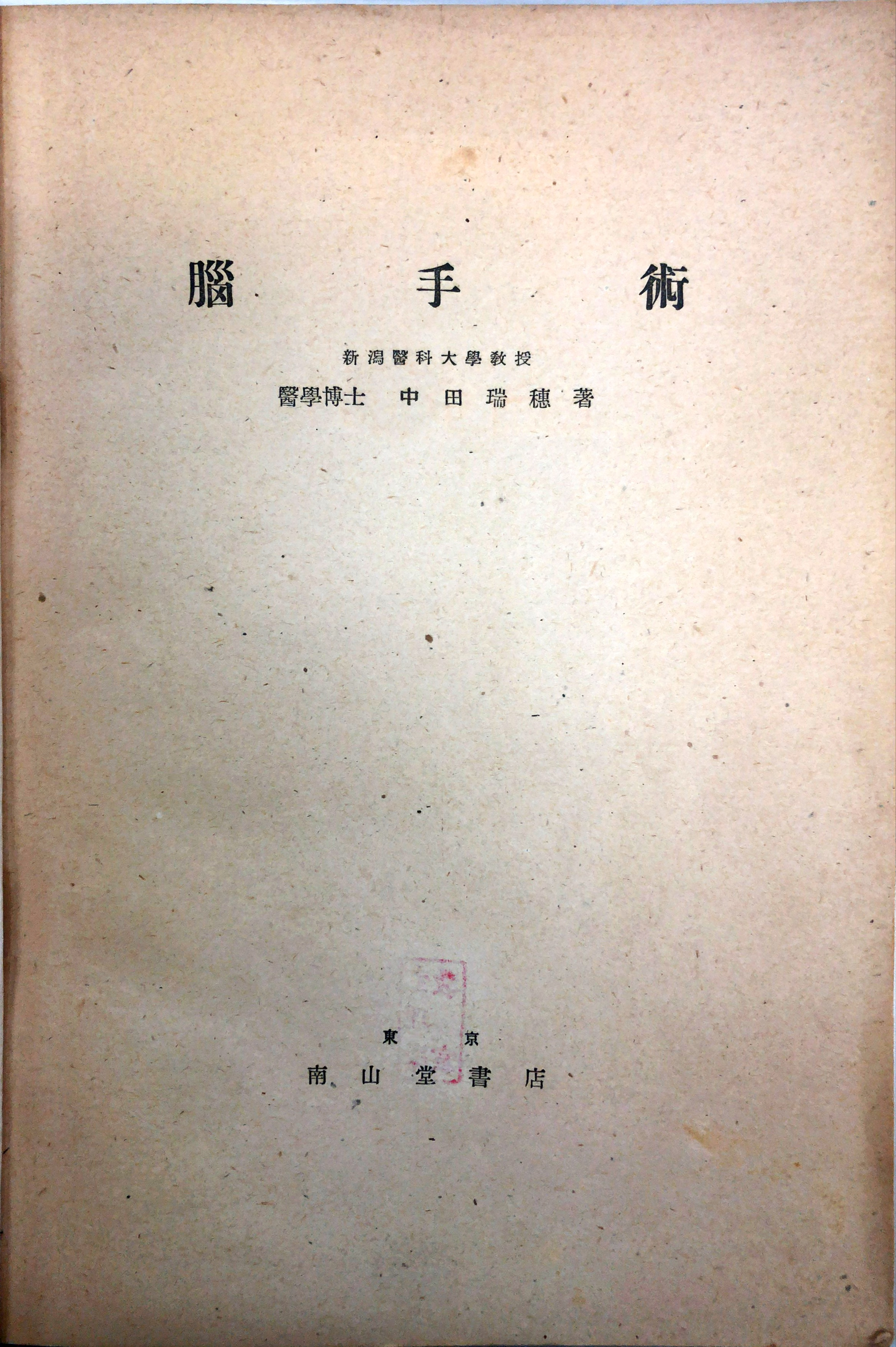
「脳手術」の表紙

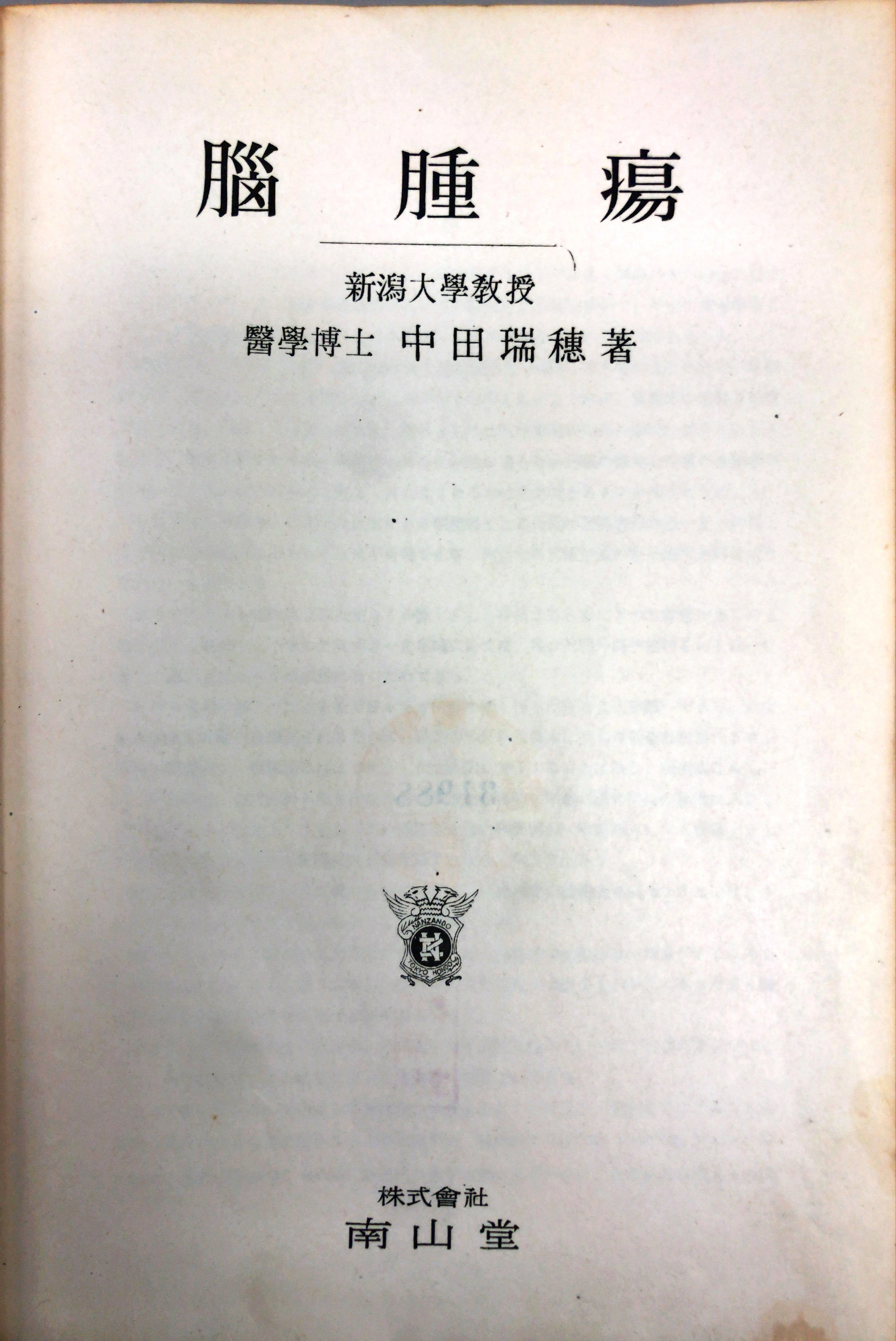
「脳腫瘍」の表紙

### 句集[2]
- 『刈上』（1958年出版）

※中田の日記や手術図譜は、現在新潟大学脳研究所の脳神経外科教室に保存されている。

## 受賞歴
- 1958年 紫綬褒章[16]
- 1960年 武田医学賞（脳外科に対する多年の研究により）[17]
- 1967年 文化功労者

## 親族
- 父 中田和居（医師、津和野町長）
- 中田秀作